# Chlorek dysprozu(III)
Chlorek dysprozu(III), trichlorek dysprozu, DyCl
3 – nieorganiczny związek chemiczny, sól kwasu chlorowodorowego (chlorek) oraz dysprozu na III stopniu utlenienia.
Jest to białe, silnie higroskopijne ciało stałe, które absorbuje wodę z wilgotnego powietrza, tworząc żółty sześciowodny hydrat DyCl
3·6H
2O.

## Otrzymywanie
Sól uwodnioną, DyCl
3·6H
2O, uzyskuje się łatwo w reakcji Dy
2O
3 lub Dy
2(CO
3)
3 z kwasem solnym. Soli bezwodnej nie można otrzymać przez ogrzewanie hydratu, gdyż następuje hydroliza DyCl
3 z wytworzeniem chlorku tlenku dysprozu(III) DyOCl lub tlenku dysprozu(III) Dy
2O
3:
DyCl
3 + H
2O ⇄ DyOCl + 2HCl
Dlatego do otrzymania bezwodnego DyCl
3 stosuje się inne metody:
- Wykorzystanie NH
4Cl[4][5][6]. Substratem może być sól uwodniona lub Dy
2O
3. Mieszaninę związków (stosuje się nadmiar NH
4Cl) ogrzewa się powoli pod wysoką próżnią, najpierw do 100 °C – następuje wówczas usunięcie większości wody – a następnie do 400 °C, w celu odsublimowania nadmiaru NH
4Cl[4]. W pierwszym etapie procesu powstaje sól kompleksowa[6]:

Dy
2O
3 + 12NH
4Cl → 2(NH
4)
3[DyCl
6] + 6NH
3↑ + 3H
2O↑
DyCl
3·6H
2O + 3NH
4Cl → (NH
4)
3[DyCl
6] + 6H
2O↑
która ulega następnie rozkładowi termicznemu:
(NH
4)
3[DyCl
6] → DyCl
3 + 3NH
4Cl↑
Reakcję przeprowadza się w aparaturze ze szkła kwarcowego. W warunkach procesu DyCl
3 może reagować z kwarcem:
DyCl
3 + Si
02 → 2DyOCl + SiCl
4
Dlatego w przypadku potrzeby uzyskania produktu o wysokiej czystości, reagenty umieszcza się w naczyniu z molibdenu.
- Reakcja metalicznego dysprozu z chlorowodorem:

2Dy + 6HCl → 2DyCl
3 + 3H
2
Dysproz umieszcza się w naczyniu molibdenowym w rurce kwarcowej i przepuszcza się nad nim chlorowodór w temperaturze 1000 °C.
- Wykorzystanie chlorku tionylu[4]. W metodzie tej odwadnia się DyCl
3·6H
2O:

DyCl
3·6H
2O + 6SOCl
2 → DyCl
3 + 6SO
2↑ + 12 HCl↑
Sproszkowany DyCl
3·6H
2O dodaje się do SOCl
2 i ogrzewa do wrzenia pod chłodnicą zwrotną. Po reakcji nadmiar SOCl
2 zlewa się znad DyCl
3, a jego pozostałości usuwa się pod próżnią.

## Zastosowania
Chlorek dysprozu(III) może być stosowany jako punkt wyjścia do przygotowania innych soli dysprozu.
Poprzez elektrolizę stopionego DyCl3 w mieszaninie eutektycznej chlorku litu i chlorku wapnia można uzyskać metaliczny dysproz. Redukcja następuje na katodzie wolframowej.